# 雕刻帘蛤
是帘蛤目帘蛤科帘蛤属的一种。主要分布于韩国、中国大陆、台湾，常栖息在潮间带周围的砂质底层、潮间带至潮下带。